# Rimu
O rimu (Dacrydium cupressinum) é uma árvore conífera, endémica das florestas da Nova Zelândia. Conhecida também como pinheiro-vermelho, esta árvore não é, no entanto, um pinheiro verdadeiro, pois pertence ao grupo das podocarpáceas, e por isso, este nome tem vindo a cair em desuso em relação a rimu, a designação Maori para a espécie.
O rimu pode ser encontrado por toda a Nova Zelândia, incluindo as ilhas principais do Norte, do Sul e outras ilhas menores, como a Ilha Stewart e Codfish. É uma árvore de grande porte e crescimento lento, que pode atingir 50 metros de altura e 2 metros de diâmetro de tronco. A maioria dos exemplares existentes hoje em dia tem entre 20 a 35 metros de altura. A esperança de vida destas árvores é de 800 a 900 anos de idade.
O rimu é uma espécie dioica, com os sexos separados de árvore para árvore. As sementes demoram cerca de 15 meses a maturar após a polinização. Tipicamente, o rimu frutifica em intervalos de 3 a 5 anos. A dispersão das sementes é feita principalmente por aves, em particular por kakapos, uma espécie de papagaio noturna, endémica da Nova Zelândia e criticamente ameaçada, cujos ciclos de reprodução estão associados aos picos de frutificação do rimu.
A madeira do rimu tem um grande valor comercial, como material de fabrico de mobiliário de alta qualidade e casas de madeira. A espécie encontra-se protegida por lei e é proibido o abate destas árvores em florestas nacionais. O seu uso comercial tem vindo a ser substituído pelos pinheiros da espécie Pinus radiata.